# Citronellylbutyrat
Citronellylbutyrat ist ein Terpenoidester der sich von Citronellol und Buttersäure ableitet.

## Vorkommen
Citronellylbutyrat kommt in geringen Mengen in pinken Grapefruits, Orangensaft, Tomaten und Passionsfrüchten vor.

## Herstellung
Citronellylbutyrat kann biotechnologisch mittels verschiedener Lipasen gewonnen werden, die die Veresterung von Citronellol mit Buttersäure katalysieren.

## Verwendung
Citronellylbutyrat ist in der EU unter der FL-Nummer 09.049 als Aromastoff für Lebensmittel allgemein zugelassen.